# Il manifesto
Il manifesto és un diari cooperatiu en italià publicat a Roma d'ideologia comunista però no vinculat a cap partit polític.

## Història
Il manifesto va ser fundat com a revista mensual l'any 1969 per un grup de periodistes d'esquerra com Luigi Pintor, Valentino Parlato, Lucio Magri i Rossana Rossanda. L'abril de 1971 es va convertir en un diari. Encara que crític amb el Partit Comunista Italià (PCI), va ser popular entre la seva militància per ser més independent que L'Unità.
Malgrat la dissolució del PCI l'any 1991 que va donar origen al Partit Socialdemòcrata de l'Esquerra, Il manifesto va mantenir un posicionament ferm talment el Partit de la Refundació Comunista tot i conservar la seva independència.
Il manifesto és conegut a Itàlia pels seus titulars sarcàstics, els calembours i una elecció intel·ligent de fotografies. Per exemple, el dia de l'elecció del papa Benet XVI, la primera plana d'Il manifesto presentava una gran foto del nou papa juntament amb el títol Il pastore tedeco («el pastor alemany»).
El 21 de desembre de 2000 la seu del diari a Roma va ser l'objectiu d'un atac amb bomba d'Andrea Insabato, un neofeixista amb vincles passats amb els Nuclei Armati Rivoluzionari i Terza Posizione, que va resultar greument ferit quan la bomba va detonar prematurament i va ser l'única víctima de l'atac.
Al llarg de la seva història nombroses personalitats literàries han col·laborat amb el diari com Stefano Benni, Erri De Luca, Eduardo Galeano, Serge Latouche, Gianni Vattimo i Umberto Eco.